# Новогрудский район
Новогру́дский райо́н (бел. Навагрудскі раён) — административная единица на востоке Гродненской области Республики Беларусь. Административный центр — город Новогрудок.
Численность населения — 40 088 человек (на 1 января 2025 года).

## Административное устройство
В районе 1 город — Новогрудок и 10 сельсоветов:
- Брольникский
- Валевский
- Воробьевичский
- Вселюбский
- Кошелевский
- Ладеникский
- Любчанский
- Негневичский
- Петревичский
- Щорсовский

Упразднённые сельсоветы и поссоветы:
- Бенинский
- Вересковский
- Волковичский
- Любчанский поссовет
- Осташинский
- Отминовский
- Ятравский

## Геральдика
Герб и флаг города Новогрудка и Новогрудского района утверждены решением Новогрудского районного Совета депутатов от 16 мая 2001 года № 70. Положения о гербе и флаге приняты решением районного исполнительного комитета от 26 апреля 2001 года № 176. Зарегистрированы в Гербовом матрикуле Республики Беларусь 30 ноября 2001 года № 74.

## История
Район образован 15 января 1940 года изначально — в составе Барановичской области. После упразднения Барановичской области в 1954 году район перешёл в состав Гродненской области. 17 декабря 1956 года в результате упразднения Любченского района к Новогрудскому району были присоединены 9 сельсоветов и посёлок Любча. 25 декабря 1962 года к Новогрудскому району была присоединена вся территория упразднённого Кореличского района, а также 4 сельсовета и городской посёлок Новоельня упразднённого Дятловского района. В тот же день из состава Новогрудского района был передан Лидскому району рабочий посёлок Берёзовка. 6 января 1965 года Кореличский и Дятловский районы были повторно образованы.
В январе 1963 года город Новогрудок был передан в ведение промышленного облисполкома, а в марте 1963 года получил статус города областного подчинения. 
22 августа 1997 года административные единицы Новогрудский район и город Новогрудок, имеющие общий административный центр, объединены в одну административную единицу — Новогрудский район с административным центром город Новогрудок.

## География
Площадь 1668,01 км² (4-е место среди районов области). Район граничит с Кореличским, Дятловским, Лидским и Ивьевским районами Гродненской области, Барановичским районом Брестской области и Столбцовским районом Минской области. На его территории расположены 13 сельских Советов и 1 поселковый Совет (Любчанский). Всего на начало 2006 года насчитывается 216 населенных пунктов.
Основная река — Неман, всего насчитывается около 50 небольших рек. Озеро Свитязь.

### Природа
На территории района расположена Налибокская пуща.

## Демография
Численность населения — 40 088 человек (на 1 января 2025 года), в том числе городское — 28 586 человек (Новогрудок — 27 624 человек, Любча — 962 человек), сельское — 11 502 человек.
| Численность населения (по годам) | Численность населения (по годам) | Численность населения (по годам) | Численность населения (по годам) | Численность населения (по годам) | Численность населения (по годам) | Численность населения (по годам) | Численность населения (по годам) | Численность населения (по годам) | Численность населения (по годам) |
| 1996                             | 2001                             | 2002                             | 2003                             | 2004                             | 2005                             | 2006                             | 2007                             | 2008                             | 2009                             |
| -------------------------------- | -------------------------------- | -------------------------------- | -------------------------------- | -------------------------------- | -------------------------------- | -------------------------------- | -------------------------------- | -------------------------------- | -------------------------------- |
| 61 100                           | ▼57 465                          | ▼56 584                          | ▼55 423                          | ▼54 461                          | ▼53 382                          | ▼52 299                          | ▼51 422                          | ▼50 402                          | ▼49 658                          |
| 2010                             | 2011                             | 2012                             | 2013                             | 2014                             | 2015                             | 2016                             | 2017                             | 2018                             | 2019                             |
| ▼48 949                          | ▼48 242                          | ▼47 727                          | ▼47 012                          | ▼46 281                          | ▼46 068                          | ▼45 886                          | ▼45 385                          | ▼45 019                          | ▼44 630                          |
| 2020                             | 2021                             | 2022                             | 2023                             | 2024                             | 2025                             |                                  |                                  |                                  |                                  |
|                                  |                                  |                                  | ▼41 110                          |                                  | ▼40 088                          |                                  |                                  |                                  |                                  |

### Численность на 2005 год
- Всего: 54 тыс. человек
- В городских условиях проживают около 32 тыс.

### Численность на 1999 год
- Всего: 58,5 тыс. человек
- В городских условиях проживают около 31,7 тыс.

### Национальный состав
| Народ         | По переписи 1999 года | По переписи 1999 года | По переписи 2009 года | По переписи 2009 года | По переписи 2019 года | По переписи 2019 года |
| Народ         | Численность           | %                     | Численность           | %                     | Численность           | %                     |
| ------------- | --------------------- | --------------------- | --------------------- | --------------------- | --------------------- | --------------------- |
| Белорусы      | 51 459                | 87,97 %               | 43 849                | 89,29 %               | 37 995                | 87,61 %               |
| Русские       | 3060                  | 5,23 %                | 2220                  | 4,52 %                | 1735                  | 4,00 %                |
| Поляки        | 2713                  | 4,64 %                | 2070                  | 4,22 %                | 2491                  | 5,74 %                |
| Украинцы      | 627                   | 1,07 %                | 436                   | 0,89 %                | 300                   | 0,69 %                |
| Татары        | 335                   | 0,57 %                | 232                   | 0,47 %                | н.д.                  | н.д.                  |
| Армяне        | н.д.                  | н.д.                  | 59                    | 0,12 %                | н.д.                  | н.д.                  |
| Азербайджанцы | н.д.                  | н.д.                  | 29                    | 0,06 %                | н.д.                  | н.д.                  |
| Литовцы       | 31                    | 0,05 %                | 19                    | 0,04 %                | 25                    | 0,06 %                |
| Немцы         | н.д.                  | н.д.                  | 19                    | 0,04 %                | н.д.                  | н.д.                  |
| Евреи         | 25                    | 0,04 %                | 17                    | 0,03 %                | н.д.                  | н.д.                  |
| Цыгане        | 7                     | 0,01 %                | 14                    | 0,03 %                | н.д.                  | н.д.                  |
| Молдаване     | н.д.                  | н.д.                  | 12                    | 0,02 %                | н.д.                  | н.д.                  |

## Экономика
Среднемесячная номинальная начисленная заработная плата (до вычета подоходного налога и некоторых отчислений) в 2017 году в районе составила 603,1 руб. (около 300 долларов). Район занял 12-е место в Гродненской области по уровню зарплаты (средняя зарплата по области — 703,2 руб.) и 88-е место в стране из 129 районов и городов областного подчинения.

### Сельское хозяйство
В районе действуют 8 сельскохозяйственных организаций — ОАО «Щорсы», СПК «Негневичи», ОАО «Принеманский», ОАО «Вселюб», ОАО «Кошелево-Агро», ОАО «Городечно», СРДУП «Свитязь» и «АгроНеман» — филиал ОАО «Лидахлебопродукт».
Общая посевная площадь сельскохозяйственных культур в организациях района (без учёта фермерских и личных хозяйств населения) в 2017 году составила 40 541 га (405 км²). В 2017 году под зерновые и зернобобовые культуры было засеяно 18 705 га, под сахарную свеклу — 1944 га, под лён — 1250 га, под кормовые культуры — 15 712 га.
Валовой сбор зерновых и зернобобовых культур в сельскохозяйственных организациях составил 98 тыс. т в 2015 году, 62 тыс. т в 2016 году, 69,9 тыс. т в 2017 году. По валовому сбору зерновых в 2017 году район занял 8-е место в Гродненской области. Средняя урожайность зерновых в 2017 году составила 37,4 ц/га (средняя по Гродненской области — 39,7 ц/га, по Республике Беларусь — 33,3 ц/га). По этому показателю район занимал 8-е место в Гродненской области. Валовой сбор свеклы сахарной в сельскохозяйственных организациях составил 108 тыс. т в 2016 году, 94,9 тыс. т в 2017 году. По валовому сбору сахарной свеклы в 2017 году район занял 6-е место в Гродненской области. Средняя урожайность сахарной свеклы в 2017 году составила 488 ц/га (средняя по Гродненской области — 533 ц/га, по Республике Беларусь — 499 ц/га); по этому показателю район занял 7-е место в Гродненской области. В 2017 году в районе было собрано 1081 т льноволокна (урожайность — 8,6 ц/га).
На 1 января 2018 года в сельскохозяйственных организациях района (без учёта фермерских и личных хозяйств населения) содержалось 39,3 тыс. голов крупного рогатого скота, в том числе 14,8 тыс. коров, а также 35,8 тыс. свиней. По поголовью крупного рогатого скота район занимает 5-е место в Гродненской области, по поголовью свиней — 8-е.
В 2017 году предприятия района произвели 10,4 тыс. т мяса (в живом весе) и 68,4 тыс. т молока. По производству мяса район занимает 11-е место в Гродненской области, по производству молока — 7-е. Средний удой молока с коровы — 4648 кг (средний показатель по Гродненской области — 5325 кг, по Республике Беларусь — 4989 кг).

### Промышленность
Основные промышленные предприятия района расположены в Новогрудке:
- ОАО «Новогрудский завод газовой аппаратуры» (NOVOGAS) — производит бытовые газовые баллоны от 5 до 79 л, различные виды запорно-редуцирующей и газобаллонной аппаратуры, счётчики газа, порошковые огнетушители, туристические газовые плиты, автоклавы;
- ОАО «БелКредо» — верхняя одежда;
- СП «Леор Пластик» ООО — рыбные пресервы, салаты;
- ОАО «Молочная компания Новогрудские Дары» — масло, сыры, сухое молоко, сыворотка, казеин;
- ОАО «Новогрудский завод металлоизделий» — металлическая сетка, шкафы, стеллажи, гвозди, вешалки, прочие металлические изделия;
- Новогрудский филиал УП «Фильтр» ОО «БелТИЗ» — топливные, масляные, воздушные фильтры;
- ООО «Провит Бел» — замороженные мясные и овощные полуфабрикаты;
- Новогрудский хлебозавод — филиал ОАО «Гроднохлебпром»;
- ООО «Новогрудская фабрика спецодежды»;
- Новогрудский винзавод — филиал ОАО "Дятловский ликеро-водочный завод «Алгонь» — плодовое вино, настойки, слабоалкогольные и безалкогольные напитки, квас;
- КУП «Новогрудский комбинат бытового обслуживания населения».

### Энергетика
В районе действует ветропарк, который по состоянию на 2017 год являлся крупнейшим в стране и обеспечивал четверть потребности Новогрудского района в электроэнергии.

### Транспорт
Через район проходят автомобильные дороги Несвиж — Новогрудок — Лида, Барановичи — Новогрудок — Ивье, Новогрудок — Новоельня, Новогрудок — Любча.

## Здравоохранение
В 2017 году в учреждениях Министерства здравоохранения Республики Беларусь в районе работало 160 практикующих врачей и 436 средних медицинских работников. В пересчёте на 10 тысяч человек численность врачей — 35,5, численность средних медицинских работников — 96,8 (средние значения по Гродненской области — 48,6 и 126,9 на 10 тысяч человек соответственно, по Республике Беларусь — 40,5 и 121,3 на 10 тысяч человек). По обеспеченности населения средними медицинскими работниками район занимает предпоследнее место в области, опережая только Ошмянский район. Число больничных коек в учреждениях здравоохранения района — 331 (в пересчёте на 10 тысяч человек — 73,5; средние показатели по Гродненской области — 81,5, по Республике Беларусь — 80,2).

## Образование
В 2017 году в районе насчитывалось 19 учреждений дошкольного образования (включая комплексы «детский сад — школа») с 1,7 тыс. детей. В 2017/2018 учебном году в районе действовало 18 учреждений общего среднего образования, в которых обучалось 4,3 тыс. учеников. Учебный процесс осуществляли 636 учителей. В среднем на одного учителя приходилось 6,8 учеников (среднее значение по Гродненской области — 7,9, по Республике Беларусь — 8,7).

## Культура

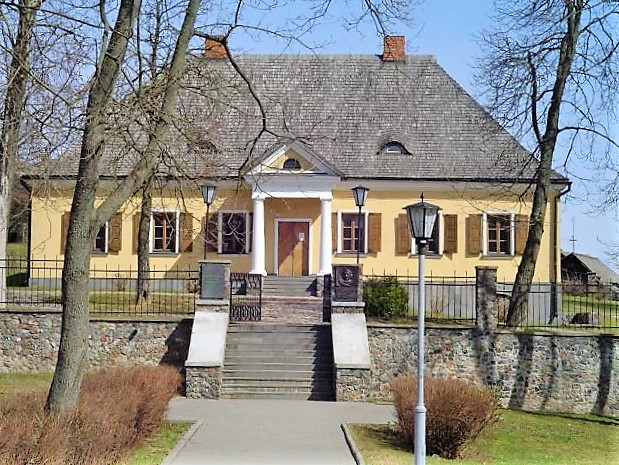
Дом-музей Адама Мицкевича в Новогрудке

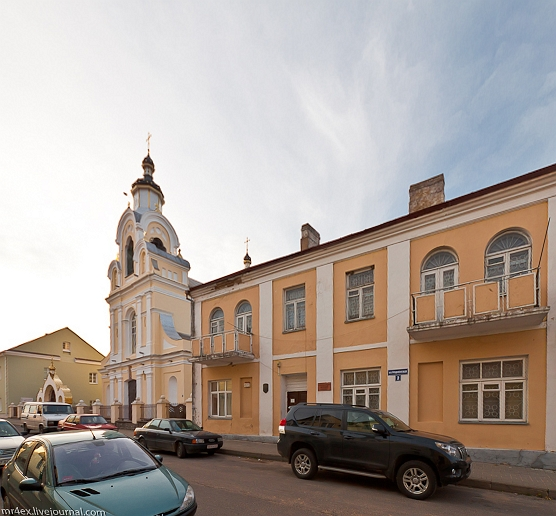
Новогрудский историко-краеведческий музей

В районном центре действуют 2 музея — Дом-музей Адама Мицкевича и Новогрудский историко-краеведческий музей с численностью музейных предметов основного фонда 6,4 и 12,3 тыс. единиц соответственно. В 2016 году Дом-музей Адама Мицкевича посетили 21,3 тыс. человек, историко-краеведческий музей — 13 тыс. человек. По посещаемости эти музеи занимают 6-е и 9-е места в Гродненской области.
В районе насчитывается 26 клубных учреждения культуры. Работает 31 библиотека. Книжный фонд насчитывает свыше 424,8 тыс. экземпляров. Работают 2 детские школы искусств, 1 детская музыкальная школа, 1 кинотеатр, 21 киноустановка, видеосалон, 2 автовидеопередвижки, видеопрокат, 5 музеев, в том числе: Дом-музей Адама Мицкевича; Новогрудский историко-краеведческий музей; Черешлянский клуб-музей (д. Черешля); Музей Любчанского края в г. п. Любча; Народный историко-краеведческий музей ГУО «Любчанская средняя школа» в г. п. Любча; Валевский народный историко-краеведческий музей в д.Валевка, краеведческий музей в д. Ладеники. 
В районе насчитывается 8 коллективов, носящих звание «народный»: цирк районного Дома культуры; театр-студия игры «Гульнёвая скарбонка»; ансамбль песни и танца «Свитязь»; хор ветеранов войны и труда «Радость»; военно-исторический клуб «Мэта»; ансамбль народных инструментов «Гумарэска» преподавателей Новогрудской ДШИ; драматический коллектив «Театрал» Любчанского ЦДК; вокальная группа «Рэчанька» Новогрудской ДШИ. Двум коллективам художественной самодеятельности присвоено звание «образцовый»: театр кукол «Шчарсунок», хор Новогрудской ДШИ. Всего в районе насчитывается 116 коллективов художественной самодеятельности, в которых занято 1609 участников, 27 любительских объединений и клубов по интересам с 409 участниками. 

## Достопримечательности
- Одно из красивейших озёр Беларуси — Свитязь
- Замковая церковь (на замковой горе, XIV век)
- Гора Миндовга — гора в Новогрудке, располагающаяся на территории, ограниченной ул. Минской, 1 Мая и пешеходным переходом, который соединяет ул. Минскую и 1 Мая (см. Миндовг)
- Новогрудский замок
- Любчанский замок
- Фэнтези-усадьба «Литовка» в деревне Литовка
- Католическая церковь Святого Казимира в аг. Вселюб
- Православная церковь Св. Михаила Архангела (1884) в аг. Вселюб
- Усадебно-парковый комплекс О’Рурков (XVIII в.) в аг. Вселюб
  - Часовня-усыпальница О’Рурков (1837)
  - Парк «Вселюб» — памятник природы
- Пункт Дуги Струве «Амальенгоф» в аг. Вселюб
- Церковь Св. апостолов Петра и Павла в аг. Валевка

### Памятник природы, заказник
- Геологический памятник природы республиканского значения гора «Пуцевичская»

## Галерея

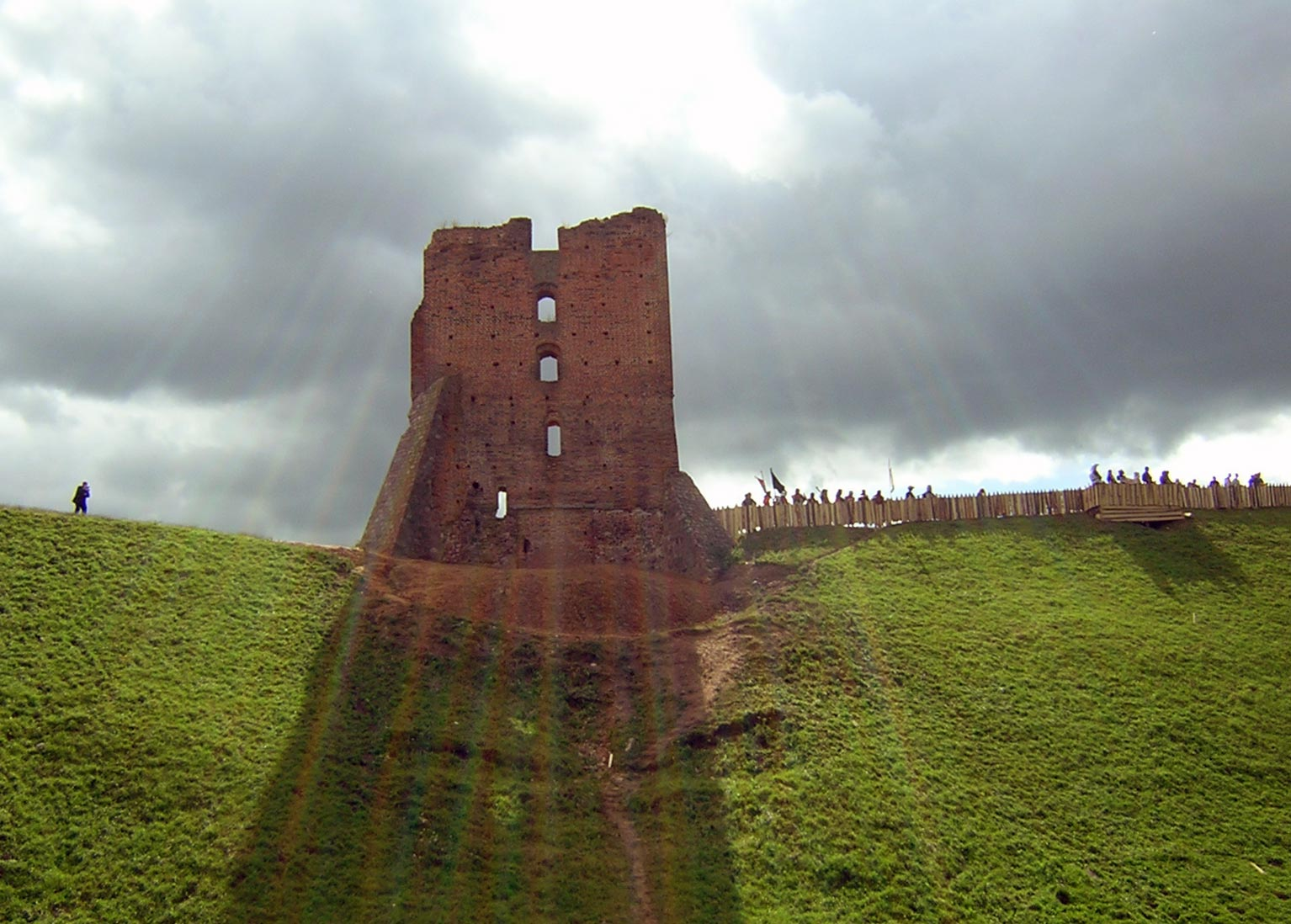
Внешний вид Новогрудского замка со стороны рва у парка
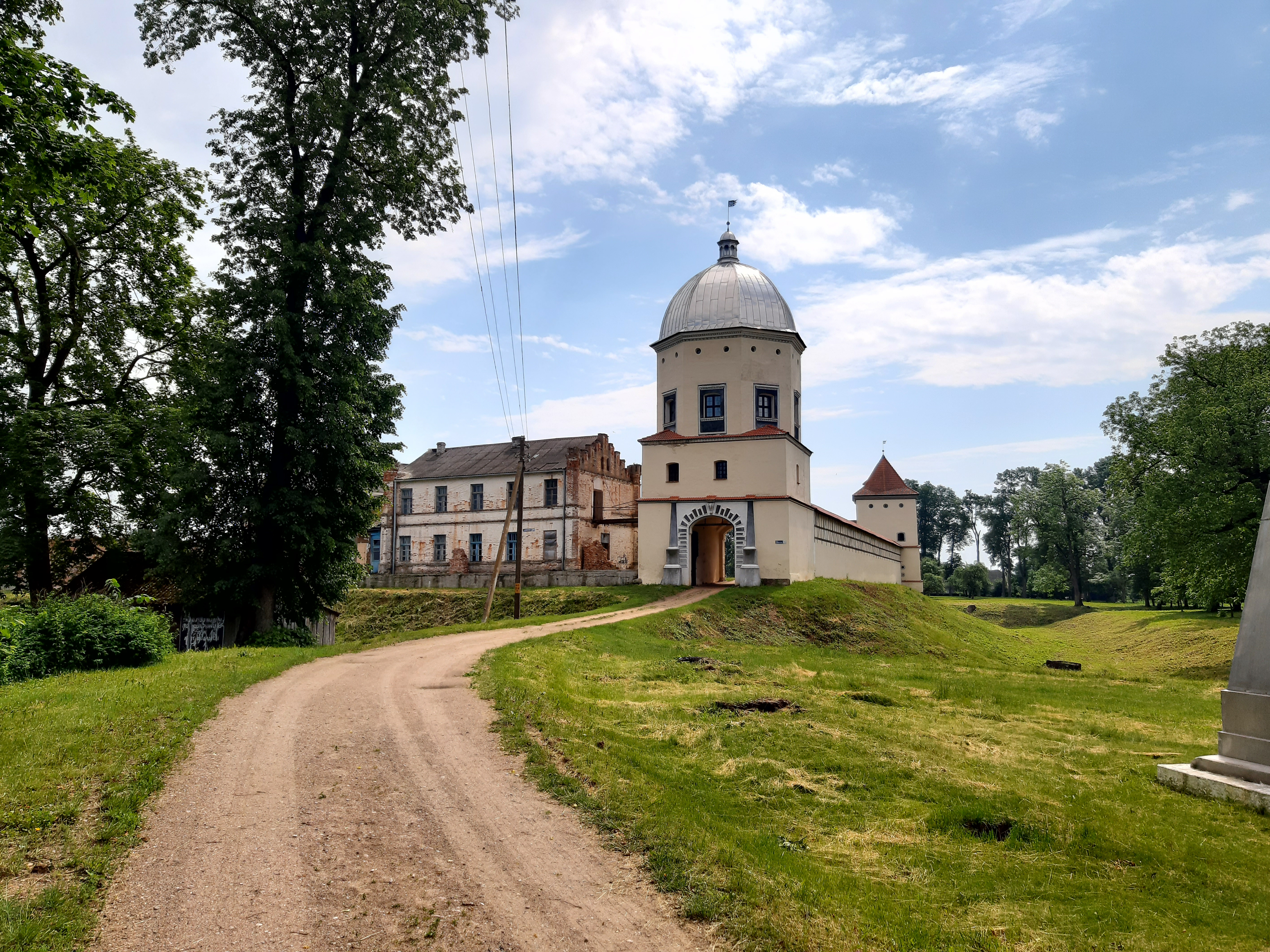
Любчанский замок в г. п. Любча
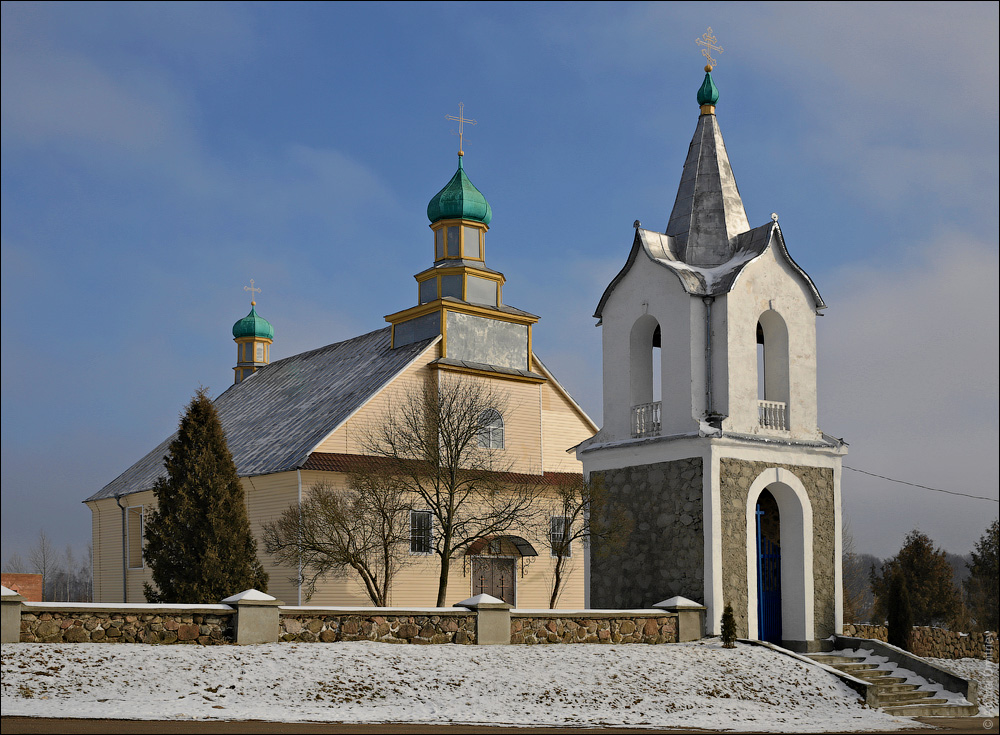
Православная церковь в аг. Вселюб
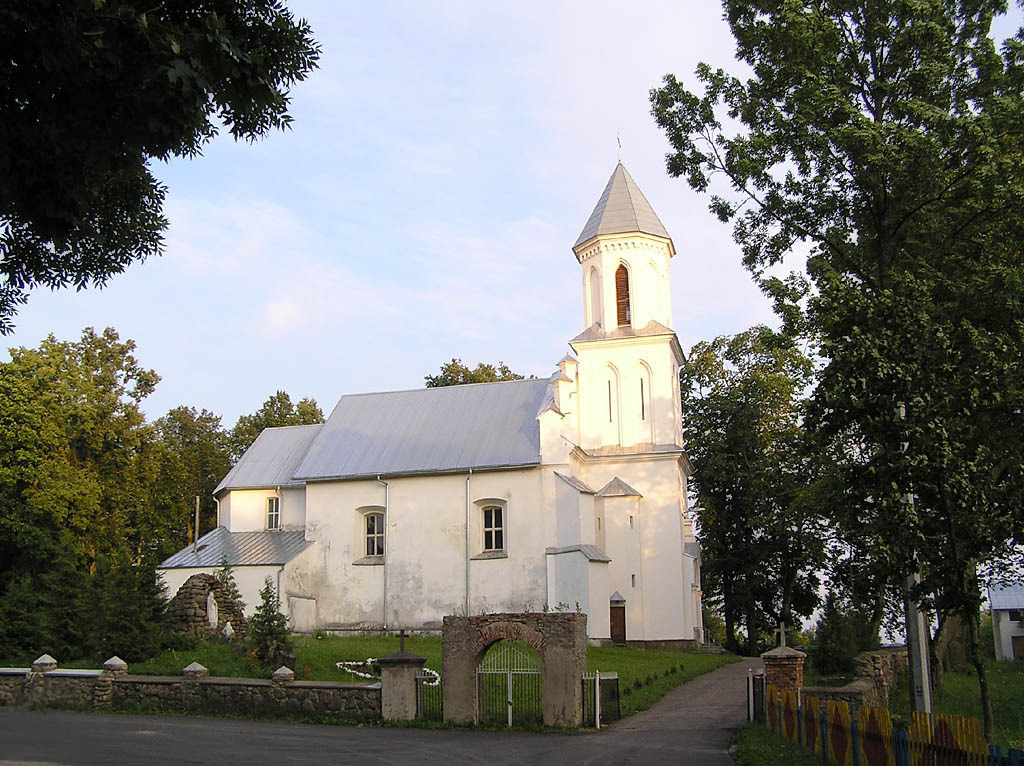
Католическая церковь Святого Казимира в аг. Вселюб
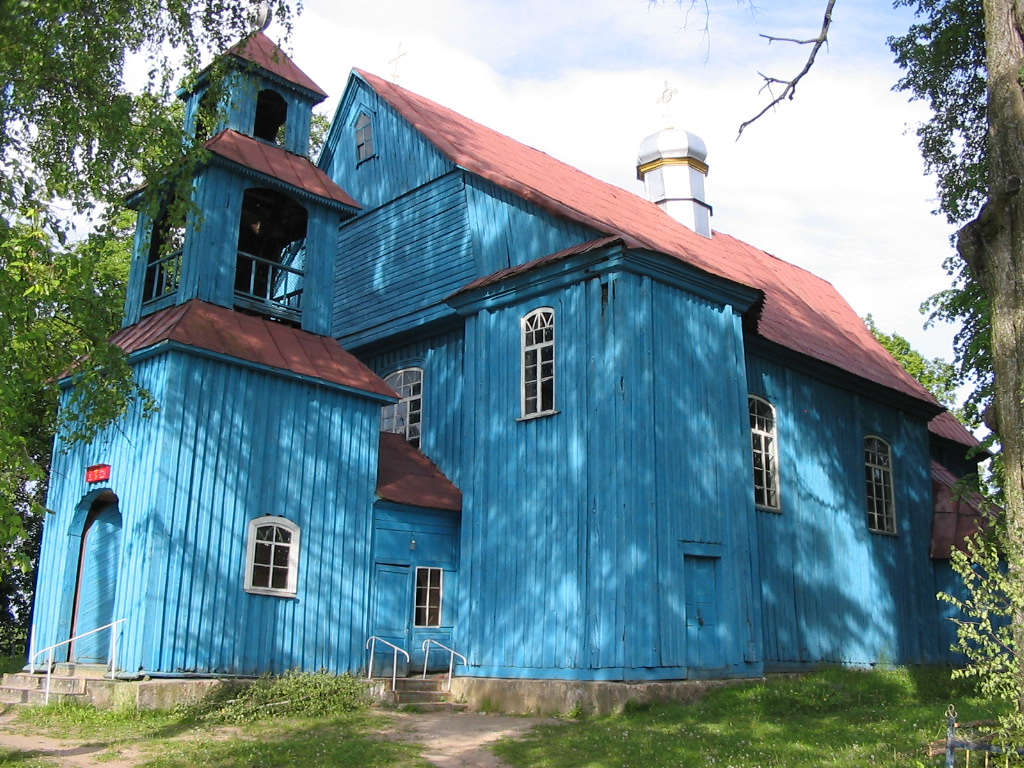
Церковь Св. апостолов Петра и Павла в аг. Валевка